# Sorex tundrensis
La musaraña de la tundra (Sorex tundrensis) es una especie de musaraña del género Sorex. Es una de las pocas especies de este grupo presente tanto al paleártico como al neártico. Su ámbito de distribución se extiende desde Siberia al este del río Pechora hasta la costa nororiental de Asia, pero no se encuentra a Kamchatka. También se encuentra en Norteamérica, donde se extiende desde las Aleutianas, el oeste, el centro y el norte de Alaska hasta la región nórdica del río Yukon. Su hábitat es la estepa de tundra. Debido a este hábitat septentrional, es uno de los pocos insectívoros de la fauna ártica.
- Datos: Q1764913
- Multimedia: Sorex tundrensis / Q1764913
- Especies: Sorex tundrensis